# إيرينا فاسيليفنا ميدفيديفا
إيرينا فاسيليفنا ميدفيديفا (10 أغسطس 1958 - 12 مارس 2021) عالم روسي في الطب، وعميدًا لجامعة تيومين الطبية الحكومية، ودكتوراه في العلوم الطبية، وأكاديمي في الأكاديمية الروسية للعلوم، وأستاذًا، وعالمًا مشرفًا من الاتحاد الروسي.